# دوري سان مارينو 2012–13
دوري سان مارينو 2012–13 (بالإيطالية: Campionato Dilettanti 2012-2013)‏ هو الموسم 28 من  دوري سان مارينو. أقيم خلال الفترة 14 سبتمبر 2012 وحتى 27 مايو 2013، والذي يشرف على تنظيمه اتحاد سان مارينو لكرة القدم، وكان عدد الأندية المشاركة فيه  15، وفاز فيه تري بيني.

## نتائج الموسم
نايا